# The Test of Friendship
The Test of Friendship er en amerikansk stumfilm fra 1908 af D. W. Griffith.

## Medvirkende
- Arthur V. Johnson som Edward Ross
- Florence Lawrence som Jennie Colman
- Harry Solter
- George Gebhardt
- Linda Arvidson